# هنگان
هنگان (به انگلیسی: Hengan) شرکت محصولات بهداشتی چینی است، که در زمینه تولید و توزیع نوار بهداشتی، پوشک و دستمال کاغذی فعالیت می‌کند.
شرکت هنگان در سال ۱۹۸۵ تأسیس شد و هم‌اکنون مالک ۴۰ کارخانه تولیدی در چین است و دارای ۳۰۰ دفتر فروش و ۳٫۰۰۰ مرکز توزیع کالا در ۴۵ کشور جهان می‌باشد.
دفتر مرکزی این شرکت در شهر جینجیان، فوجیان قرار دارد و بخشی از سهام آن در بازار بورس اوراق بهادار هنگ کنگ معامله می‌شود.